# Calamonastes undosus
Calamonastes undosus (Camaròptera del miombo) és una espècie d'ocell de la família dels cisticòlids (Cisticolidae) que habita boscos d'Àfrica central i Meridional, a l'est de la República del Congo, oest i sud-est de la República Democràtica del Congo, Angola, nord de Zàmbia, Ruanda, Burundi, Tanzània i Kenya.